# Rejon switłowodski
Rejon switłowodski – jednostka administracyjna wchodząca w skład obwodu kirowohradzkiego Ukrainy.
Rejon utworzony w 1923, ma powierzchnię 1219 km² i liczy około 11 555 mieszkańców. Siedzibą władz rejonu jest Switłowodsk.
Na terenie rejonu znajdują się 12 silskich rad, obejmujących w sumie 33 wsie.

## Miejscowości rejonu
- (Арсенівка)
- (Аудиторівка)
- (Бабичівка)
- (Бугруватка)
- (Федірки)
- (Ганнівка)
- (Глинськ)
- (Григорівка)
- (Іванівка)
- (Іллічівка)
- (Яремівка)
- (Калантаїв)
- (Кобзарівка)
- (Мала Скельова)
- (Микільське)
- (Миронівка)
- (Нагірне)
- (Оврагове)
- (Озера)
- (Олексіївка)
- (Павлівка)
- (Перехрестівка)
- (Подорожнє)
- (Свердлівка)
- (Семигір'я)
- (Серебряне)
- (Сніжкова Балка)
- (Сніжкове)
- Switłowodsk (Світловодськ)
- (Талова Балка)
- (Велика Андрусівка)
- (Велика Скельова)
- (Захарівка)
- (Золотарівка)